# Ambatomena (Manjakandriana)
Ambatomena è una città e comune del Madagascar situata nel distretto di Manjakandriana, regione di Analamanga. 
La popolazione del comune rilevata nel censimento 2001 era pari a 8 010 unità.